# Edward Blericq
Edward van Blericq (ur. 21 lipca 1895 w Koronowie, zm. 2 lutego 1946 w Gnieźnie) – ksiądz katolicki, prawnik, wikariusz generalny archidiecezji gnieźnieńskiej.

## Życiorys
Pochodził z rodziny o korzeniach niderlandzkich, jego ojciec Karol był kupcem, a matka Janina z Żurawskich. Kształcił się w Collegium Marianum w Pelplinie i w gimnazjum w Brodnicy, gdzie w 1914 uzyskał maturę. Po szkole został wcielony do wojska niemieckiego na cały okres I wojny. Po wojnie w 1919 rozpoczął studia filozoficzno–teologiczne w Pelplinie i Poznaniu.
W 1922 otrzymał święcenia kapłańskie w Gnieźnie. W tym samym roku udał się na studia prawa kanonicznego do Strasburga, uwieńczone w 1924 doktoratem prawa kanonicznego. Przebywał w 1924 w Rzymie i pracował w administracji kościelnej przy Kongregacji Soboru i Trybunale Roty. W roku akademickim 1925/1926 odbył we Lwowie studia specjalistyczne z historii polskiego prawa kościelnego pod kierunkiem prof. Władysława Abrahama. Spędził następne lata w Poznaniu, gdzie był misjonarzem przy kolegiacie i notariuszem w kurii arcybiskupiej. Wkrótce opublikował zbiór prawnych decyzji Stolicy Apostolskiej z lat 1917–1927.
Od 1928 był w Gnieźnie kanclerzem kurii, a od 1933 oficjałem Trybunału Metropolitarnego, mianowany jednocześnie kanonikiem Kapituły Katedralnej Gnieźnieńskiej.
We wrześniu 1939 otrzymał nominację na wikariusza generalnego archidiecezji gnieźnieńskiej.
Po opuszczeniu kraju przez kardynała Augusta Hlonda był zarządcą archidiecezji w czasie okupacji niemieckiej. Na tym stanowisku okazał wiele odwagi i wytrwałości. Wielokrotnie informował Watykan o tragicznym położeniu Kościoła na terenie tzw. Kraju Warty. Organizował pomoc charytatywną dla ukrywających się zagrożonych aresztowaniem. Zdołał uratować kilku księży polskich przed zesłaniem do obozu koncentracyjnego. Hitlerowcy odmawiali uznania jego jurysdykcji, a on nie zgadzał się na jej przekazanie księżom niemieckim. Rezydował początkowo w Gnieźnie, a po wysiedleniu jesienią 1941 przez gestapo – w Inowrocławiu. W 1945 wyczerpany okupacyjnymi przejściami i postępującą chorobą wycofał się z oficjalnej działalności i powrócił do Gniezna.
W dowód uznania zasług położonych w czasie okupacji otrzymał z Rzymu prałaturę domową, a w listopadzie 1945 został mianowany protonotariuszem apostolskim. Zmarł w Gnieźnie 2 lutego 1946. Został pochowany na cmentarzu św. Piotra i Pawła w Gnieźnie.

## Publikacje
- „1917-1927, responsiones, resolutiones et decisiones Apostolicae Sedis ” (Poznań 1928)